# Линь Ди
Линь Ди (кит. упр. 林笛, пиньинь Lín Dí; род. 1975, Шанхай) — китайская певица, композитор и исполнитель.

## Биография
Родилась в 1975 году в Шанхае.
Окончила Шанхайскую консерваторию (1997) по классу традиционной китайской музыки. Изучала игру на пипе.
В 2001 г. основала группу прогрессивного рока Cold Fairyland (кит. упр. 冷酷仙境, пиньинь Lěngkù Xiānjìng), в которой поёт, играет на пипе и клавишных.